# Lista miast w województwie śląskim
W województwie śląskim znajdują się 74 miasta o łącznej populacji 3 275 207 osób, co stanowi 75,8% całej ludności województwa (stan na 1 stycznia 2024 r.).
Największym miastem w województwie są Katowice zamieszkiwane przez 279 190 osób. Ponadto znajduje się tu jeszcze 11 innych miast, których populacja przekracza 100 tys. mieszkańców: Bielsko-Biała, Bytom, Chorzów, Częstochowa, Dąbrowa Górnicza, Gliwice, Ruda Śląska, Rybnik, Sosnowiec, Tychy i Zabrze. W województwie znajdują się łącznie 32 miasta powiatowe, w tym 19 miast na prawach powiatu. Województwo śląskie jest jedynym, w którym liczba miast na prawach powiatu jest większa niż liczba powiatów ziemskich. W tych dziewiętnastu miastach zamieszkuje łącznie 2 369 548 osób, czyli 54,85% populacji śląskiego. Najmniejszym miastem powiatowym jest Kłobuck z populacją 12 220 mieszkańców, a największym miastem niebędącym siedzibą powiatu jest Knurów zamieszkiwany przez 35 619 osób. Najmniejszą liczbą ludności ma Przyrów – 1088 osób.
Największą powierzchnię zajmuje Dąbrowa Górnicza – 188,73 km², zaś najmniejszą Krzanowice – 3,11 km². Łącznie powierzchnia obszarów miejskich w województwie wynosi 3860,83 km², czyli 31,3% jego powierzchni. Jednocześnie największą gęstość zaludnienia na poziomie ok. 3416 os./km² mają Świętochłowice, zaś najmniejszą gęstością cechują się Włodowice – 49 os./km².
Najwięcej – siedem miast, znajduje się w powiecie zawierciańskim: Łazy, Poręba, Ogrodzieniec, Pilica, Szczekociny, Włodowice i Zawiercie, zaś tylko jedno miasto znajduje się w powiecie pszczyńskim, powiecie rybnickim i powiecie żywieckim.
| Rozmieszczenie miast na mapie województwa śląskiego |
| --- |
| KatowiceCzęstochowaSosnowiecGliwiceBielsko-BiałaZabrzeBytomRybnikRuda ŚląskaTychyDąbrowa Górnicza1.JaworznoJastrzębie-ZdrójMysłowice2.ŻoryTarnowskie Góry3.Piekary ŚląskieRacibórzZawiercie4.Wodzisław ŚląskiMikołówKnurówCzechowice-DziedziceCieszyn5.ŻywiecMyszkówCzerwionka-LeszczynyPszczynaLubliniecOrzeszeŁaziska GórneRydułtowyBieruńPyskowiceRadlinLędzinyRadzionkówUstrońSkoczówPszówKłobuckWisłaImielinBlachowniaWojkowiceKaletyPorębaMiasteczko ŚląskieSławkówŁazySiewierzKoniecpolSzczyrkKuźnia RaciborskaŻarkiKrzepiceWoźnikiOgrodzieniecStrumieńToszekSzczekocinyWilamowiceOlsztynKoziegłowyKrzanowiceSośnicowicePilica Miasta według populacji: · – powyżej 100 tys.; – od 50 do 100 tys.; – od 20 do 50 tys.; – od 10 do 20 tys.; – od 5 do 10 tys.; – poniżej 5 tys.; · 1. – Chorzów; 2. – Siemianowice Śląskie; 3. – Będzin; 4. – Świętochłowice; 5. – Czeladź. |

W tabeli przedstawiono wszystkie miasta województwa śląskiego uszeregowane według liczby ludności. Informacje dotyczące liczby ludności podano na podstawie danych Głównego Urzędu Statystycznego według stanu na dzień 1 stycznia 2024 r. Nazwy miast powiatowych pogrubiono, a nazwy miast na prawach powiatu dodatkowo zapisano kursywą. Nazwiska włodarzy miast, posługujących się tytułem prezydenta miasta zapisano kursywą.
| #     | Herb | Nazwa                | Powiat               | Liczba ludności (1 stycznia 2024) | Powierzchnia [km²] (1 stycznia 2024) | Gęstość zaludnienia [os./km²] (1 stycznia 2024) | Burmistrz/Prezydent       | Współrzędne                               |
| ----- | ---- | -------------------- | -------------------- | --------------------------------- | ------------------------------------ | ----------------------------------------------- | ------------------------- | ----------------------------------------- |
| 1.    |      | Katowice             | Katowice             | 279 190                           | 164,73                               | 1695                                            | Marcin Krupa              | 50°15′51″N 19°01′25″E/50,264167 19,023611 |
| 2.    |      | Częstochowa          | Częstochowa          | 205 969                           | 159,72                               | 1290                                            | Krzysztof Matyjaszczyk    | 50°49′04″N 19°08′18″E/50,817778 19,138333 |
| 3.    |      | Sosnowiec            | Sosnowiec            | 187 115                           | 91,16                                | 2053                                            | Arkadiusz Chęciński       | 50°16′40″N 19°08′04″E/50,277778 19,134444 |
| 4.    |      | Gliwice              | Gliwice              | 169 915                           | 133,88                               | 1269                                            | Katarzyna Kuczyńska-Budka | 50°17′32″N 18°40′03″E/50,292222 18,667500 |
| 5.    |      | Bielsko-Biała        | Bielsko-Biała        | 165 766                           | 124,45                               | 1332                                            | Jarosław Klimaszewski     | 49°49′21″N 19°02′40″E/49,822500 19,044444 |
| 6.    |      | Zabrze               | Zabrze               | 153 838                           | 80,42                                | 1913                                            | Agnieszka Rupniewska      | 50°18′09″N 18°46′41″E/50,302500 18,778056 |
| 7.    |      | Bytom                | Bytom                | 147 759                           | 69,48                                | 2127                                            | Mariusz Wołosz            | 50°20′54″N 18°54′56″E/50,348333 18,915556 |
| 8.    |      | Rybnik               | Rybnik               | 130 887                           | 148,27                               | 883                                             | Piotr Kuczera             | 50°05′55″N 18°32′42″E/50,098611 18,545000 |
| 9.    |      | Ruda Śląska          | Ruda Śląska          | 130 302                           | 77,64                                | 1678                                            | Michał Pierończyk         | 50°15′46″N 18°51′13″E/50,262778 18,853611 |
| 10.   |      | Tychy                | Tychy                | 122 045                           | 81,81                                | 1492                                            | Andrzej Dziuba            | 50°07′25″N 18°59′12″E/50,123611 18,986667 |
| 11.   |      | Dąbrowa Górnicza     | Dąbrowa Górnicza     | 113 460                           | 188,73                               | 601                                             | Marcin Bazylak            | 50°19′17″N 19°11′14″E/50,321389 19,187222 |
| 12.   |      | Chorzów              | Chorzów              | 100 593                           | 33,32                                | 3019                                            | Szymon Michałek           | 50°17′51″N 18°57′16″E/50,297500 18,954444 |
| 13.   |      | Jaworzno             | Jaworzno             | 86 812                            | 152,42                               | 570                                             | Paweł Silbert             | 50°12′16″N 19°16′12″E/50,204444 19,270000 |
| 14.   |      | Jastrzębie-Zdrój     | Jastrzębie-Zdrój     | 82 301                            | 85,34                                | 964                                             | Anna Hetman               | 49°57′01″N 18°34′31″E/49,950278 18,575278 |
| 15.   |      | Mysłowice            | Mysłowice            | 71 280                            | 65,66                                | 1086                                            | Dariusz Wójtowicz         | 50°14′29″N 19°08′12″E/50,241389 19,136667 |
| 16.   |      | Siemianowice Śląskie | Siemianowice Śląskie | 63 401                            | 25,51                                | 2485                                            | Rafał Piech               | 50°19′37″N 19°01′50″E/50,326944 19,030556 |
| 17.   |      | Żory                 | Żory                 | 61 774                            | 64,63                                | 956                                             | Waldemar Socha            | 50°02′44″N 18°41′41″E/50,045556 18,694722 |
| 18.   |      | Tarnowskie Góry      | tarnogórski          | 61 321                            | 83,81                                | 732                                             | Arkadiusz Czech           | 50°26′40″N 18°51′20″E/50,444444 18,855556 |
| 19.   |      | Będzin               | będziński            | 53 848                            | 37,39                                | 1440                                            | Łukasz Komoniewski        | 50°19′26″N 19°07′45″E/50,323889 19,129167 |
| 20.   |      | Piekary Śląskie      | Piekary Śląskie      | 51 707                            | 39,86                                | 1297                                            | Sława Umińska-Duraj       | 50°22′25″N 18°56′38″E/50,373611 18,943889 |
| 21.   |      | Racibórz             | raciborski           | 49 650                            | 75,04                                | 662                                             | Dariusz Polowy            | 50°05′31″N 18°13′11″E/50,091944 18,219722 |
| 22.   |      | Zawiercie            | zawierciański        | 46 106                            | 85,29                                | 541                                             | Łukasz Konarski           | 50°29′15″N 19°24′59″E/50,487500 19,416389 |
| 23.   |      | Świętochłowice       | Świętochłowice       | 45 434                            | 13,30                                | 3416                                            | Daniel Beger              | 50°17′31″N 18°55′04″E/50,291944 18,917778 |
| 24.   |      | Wodzisław Śląski     | wodzisławski         | 44 833                            | 49,51                                | 906                                             | Mieczysław Kieca          | 50°00′10″N 18°27′47″E/50,002778 18,463056 |
| 25.   |      | Mikołów              | mikołowski           | 41 618                            | 79,21                                | 525                                             | Stanisław Piechula        | 50°09′49″N 18°54′14″E/50,163611 18,903889 |
| 26.   |      | Knurów               | gliwicki             | 35 619                            | 33,90                                | 1051                                            | Adam Rams                 | 50°13′18″N 18°40′14″E/50,221667 18,670556 |
| 27.   |      | Czechowice-Dziedzice | bielski              | 34 783                            | 32,89                                | 1058                                            | Marian Błachut            | 49°54′41″N 19°00′27″E/49,911389 19,007500 |
| 28.   |      | Cieszyn              | cieszyński           | 32 947                            | 28,60                                | 1152                                            | Gabriela Staszkiewicz     | 49°44′54″N 18°37′59″E/49,748333 18,633056 |
| 29.   |      | Czeladź              | będziński            | 29 876                            | 16,36                                | 1826                                            | Zbigniew Szaleniec        | 50°19′02″N 19°04′13″E/50,317222 19,070278 |
| 30.   |      | Żywiec               | żywiecki             | 29 732                            | 50,48                                | 589                                             | Antoni Szlagor            | 49°41′21″N 19°12′21″E/49,689167 19,205833 |
| 31.   |      | Myszków              | myszkowski           | 29 379                            | 73,63                                | 399                                             | Włodzimierz Żak           | 50°34′32″N 19°19′33″E/50,575556 19,325833 |
| 32.   |      | Czerwionka-Leszczyny | rybnicki             | 26 522                            | 37,59                                | 706                                             | Wiesław Janiszewski       | 50°08′56″N 18°40′38″E/50,148889 18,677222 |
| 33.   |      | Pszczyna             | pszczyński           | 25 031                            | 22,34                                | 1120                                            | Dariusz Skrobol           | 49°58′41″N 18°56′30″E/49,978056 18,941667 |
| 34.   |      | Lubliniec            | lubliniecki          | 23 347                            | 89,37                                | 261                                             | Edward Maniura            | 50°40′05″N 18°40′45″E/50,668056 18,679167 |
| 35.   |      | Orzesze              | mikołowski           | 21 986                            | 83,71                                | 263                                             | Mariusz Oleś              | 50°08′38″N 18°46′32″E/50,143889 18,775556 |
| 36.   |      | Łaziska Górne        | mikołowski           | 21 116                            | 20,11                                | 1050                                            | Aleksander Wyra           | 50°09′17″N 18°50′37″E/50,154722 18,843611 |
| 37.   |      | Rydułtowy            | wodzisławski         | 20 168                            | 14,96                                | 1348                                            | Marcin Połomski           | 50°03′59″N 18°25′16″E/50,066389 18,421111 |
| 38.   |      | Bieruń               | bieruńsko-lędziński  | 18 835                            | 40,52                                | 465                                             | Krystian Grzesica         | 50°05′23″N 19°05′34″E/50,089722 19,092778 |
| 39.   |      | Pyskowice            | gliwicki             | 17 236                            | 31,22                                | 552                                             | Adam Wójcik               | 50°23′53″N 18°37′39″E/50,398056 18,627500 |
| 40.   |      | Radlin               | wodzisławski         | 16 829                            | 12,53                                | 1343                                            | Barbara Magiera           | 50°02′28″N 18°27′58″E/50,041111 18,466111 |
| 41.   |      | Lędziny              | bieruńsko-lędziński  | 16 333                            | 31,58                                | 517                                             | Krystyna Wróbel           | 50°08′33″N 19°07′51″E/50,142500 19,130833 |
| 42.   |      | Radzionków           | tarnogórski          | 16 034                            | 13,22                                | 1213                                            | Gabriel Tobor             | 50°23′59″N 18°54′06″E/50,399722 18,901667 |
| 43.   |      | Ustroń               | cieszyński           | 15 853                            | 59,04                                | 269                                             | Przemysław Korcz          | 49°42′58″N 18°48′59″E/49,716111 18,816389 |
| 44.   |      | Skoczów              | cieszyński           | 13 423                            | 9,85                                 | 1363                                            | Mirosław Sitko            | 49°48′12″N 18°47′23″E/49,803333 18,789722 |
| 45.   |      | Pszów                | wodzisławski         | 13 007                            | 20,46                                | 636                                             | Czesław Krzystała         | 50°02′42″N 18°23′26″E/50,045000 18,390556 |
| 46.   |      | Kłobuck              | kłobucki             | 12 220                            | 47,46                                | 257                                             | Jerzy Zakrzewski          | 50°54′18″N 18°56′16″E/50,905000 18,937778 |
| 47.   |      | Wisła                | cieszyński           | 10 637                            | 110,16                               | 97                                              | Tomasz Bujok              | 49°38′50″N 18°52′03″E/49,647222 18,867500 |
| 48.   |      | Imielin              | bieruńsko-lędziński  | 9398                              | 28,00                                | 336                                             | Jan Chwiędacz             | 50°08′43″N 19°11′09″E/50,145278 19,185833 |
| 49.   |      | Blachownia           | częstochowski        | 9041                              | 36,69                                | 246                                             | Sylwia Szymańska          | 50°46′40″N 18°58′30″E/50,777778 18,975000 |
| 50.   |      | Wojkowice            | będziński            | 8477                              | 12,78                                | 663                                             | Tomasz Szczerba           | 50°21′53″N 19°02′12″E/50,364722 19,036667 |
| 51.   |      | Kalety               | tarnogórski          | 8170                              | 76,37                                | 107                                             | Klaudiusz Kandzia         | 50°33′54″N 18°52′57″E/50,565000 18,882500 |
| 52.   |      | Poręba               | zawierciański        | 8104                              | 39,99                                | 203                                             | Ryszard Spyra             | 50°29′34″N 19°20′01″E/50,492778 19,333611 |
| 53.   |      | Miasteczko Śląskie   | tarnogórski          | 6961                              | 67,94                                | 102                                             | Michał Skrzydło           | 50°30′06″N 18°56′22″E/50,501667 18,939444 |
| 54.   |      | Sławków              | będziński            | 6842                              | 36,67                                | 187                                             | Rafał Adamczyk            | 50°17′58″N 19°23′23″E/50,299444 19,389722 |
| 55.   |      | Łazy                 | zawierciański        | 6378                              | 8,98                                 | 710                                             | Maciej Kaczyński          | 50°25′37″N 19°23′41″E/50,426944 19,394722 |
| 56.   |      | Siewierz             | będziński            | 5730                              | 38,72                                | 148                                             | Dariusz Waluszczyk        | 50°27′59″N 19°13′48″E/50,466389 19,230000 |
| 57.   |      | Koniecpol            | częstochowski        | 5355                              | 36,94                                | 145                                             | Ryszard Suliga            | 50°46′27″N 19°41′20″E/50,774167 19,688889 |
| 58.   |      | Szczyrk              | bielski              | 5283                              | 39,27                                | 135                                             | Antoni Byrdy              | 49°42′58″N 19°01′37″E/49,716111 19,026944 |
| 59.   |      | Kuźnia Raciborska    | raciborski           | 4598                              | 31,53                                | 146                                             | Paweł Macha               | 50°12′00″N 18°18′41″E/50,200000 18,311389 |
| 60.   |      | Żarki                | myszkowski           | 4325                              | 25,49                                | 170                                             | Klemens Podlejski         | 50°37′27″N 19°21′50″E/50,624167 19,363889 |
| 61.   |      | Woźniki              | lubliniecki          | 4121                              | 70,74                                | 58                                              | Michał Aloszko            | 50°35′12″N 19°03′38″E/50,586667 19,060556 |
| 62.   |      | Ogrodzieniec         | zawierciański        | 4110                              | 28,56                                | 144                                             | Anna Pilarczyk            | 50°27′04″N 19°31′08″E/50,451111 19,518889 |
| 63.   |      | Krzepice             | kłobucki             | 4101                              | 27,66                                | 148                                             | Krystian Kotynia          | 50°58′02″N 18°43′55″E/50,967222 18,731944 |
| 64.   |      | Strumień             | cieszyński           | 3558                              | 6,28                                 | 567                                             | Anna Grygierek            | 49°55′00″N 18°45′49″E/49,916667 18,763611 |
| 65.   |      | Toszek               | gliwicki             | 3489                              | 9,74                                 | 358                                             | Grzegorz Kupczyk          | 50°27′15″N 18°31′20″E/50,454167 18,522222 |
| 66.   |      | Szczekociny          | zawierciański        | 3329                              | 18,02                                | 185                                             | Jacek Lipa                | 50°37′39″N 19°49′31″E/50,627500 19,825278 |
| 67.   |      | Wilamowice           | bielski              | 3167                              | 10,40                                | 305                                             | Marian Trela              | 49°54′59″N 19°09′07″E/49,916389 19,151944 |
| 68.   |      | Olsztyn              | częstochowski        | 2492                              | 34,25                                | 73                                              | Tomasz Kucharski          | 50°45′07″N 19°16′04″E/50,751944 19,267778 |
| 69.   |      | Koziegłowy           | myszkowski           | 2382                              | 26,71                                | 89                                              | Jacek Ślęczka             | 50°35′59″N 19°09′47″E/50,599722 19,163056 |
| 70.   |      | Krzanowice           | raciborski           | 2000                              | 3,11                                 | 643                                             | Andrzej Strzedulla        | 50°01′05″N 18°07′31″E/50,018056 18,125278 |
| 71.   |      | Sośnicowice          | gliwicki             | 1958                              | 11,68                                | 168                                             | Leszek Kołodziej          | 50°16′20″N 18°31′47″E/50,272222 18,529722 |
| 72.   |      | Pilica               | zawierciański        | 1761                              | 8,22                                 | 214                                             | Artur Janosik             | 50°28′03″N 19°39′25″E/50,467500 19,656944 |
| 73.   |      | Włodowice            | zawierciański        | 1152                              | 23,47                                | 49                                              | Dorota Wnuk               | 50°33′18″N 19°27′05″E/50,555000 19,451389 |
| 74.   |      | Przyrów              | częstochowski        | 1088                              | 12,06                                | 90                                              | Anna Kowalska Ferd        | 50°48′01″N 19°31′39″E/50,800278 19,527500 |
| RAZEM |      |                      |                      | 3 275 207                         | 3860,83                              | 848                                             |                           |                                           |